# This world is yours
「This world is yours」（ズィス・ワールド・イズ・ユアズ）は、プリングミンの1枚目のシングル。2008年8月6日にKi/oon Recordsから発売された。

## 解説
初回仕様には、『銀魂』描き下ろしシルバーワイドキャップが付く。

## 収録曲
全作曲・編曲：プリングミン
1. This world is yours [5:28]
  - テレビ東京系アニメ『銀魂』第10期エンディングテーマ
  - saku saku2008年8月度エンディングテーマ

作詞：酒井俊輔
2. たとえば [4:02]
作詞：畠山結花里
3. bitter and sweet [4:37]
作詞：酒井俊輔・山崎麻由美

## 収録アルバム
- オムニバス『銀魂BEST』（2009年3月25日）
- 『プリングミン』（2009年10月7日）